# Caucasia
Caucasia es un municipio colombiano localizado en la subregión del Bajo Cauca del departamento de Antioquia. Es denominada la Capital del Bajo Cauca por ser el principal centro urbano y comercial de la subregión. Limita por el norte con el departamento de Córdoba, por el este con los municipios antioqueños de Nechí y El Bagre, por el sur con el municipio de Zaragoza, y por el oeste con el municipio de Cáceres.

## Historia
La historia de Caucasia se remonta cuando en 1877 la ley 50 sobre demarcación y división territorial del estado establece a Nechí como distrito, el 19 de marzo del año siguiente el presidente del estado, Teodomiro Llano Botero, traslada la cabecera de Nechí a Margento (Antioquia).El año siguiente es eliminada su localidad del distrito nativo y trabajadores de las minas se dispersan y crean sus propios caseríos.
Viendo mucho más atrás el territorio que conforma a Caucasia, pertenecía a la ciudad de Cáceres que estaba ubicada en la provincia de Antioquia en 1851. El 12 de abril de 1886, Doña Petrona Arrieta de ascendencia Española y sus hijos Clemente y Leopoldo Arrieta Viloria, llegan a un terreno alto y ondulado lleno de árboles cañafistuleros a orillas del río Cauca, distante del caserío unos 2 kilómetros, y se proponen hacer unas chozas para establecerse; luego llegan otras personas provenientes de los sitios de río arriba y Bocas de Man. El nuevo caserío recibe el nombre de Cañafístula, debido a la gran cantidad de árboles de esta especie que existía en el lugar.
A comienzos del siglo XX ya Cañafístula tenía más de 60 chozas pajizadas con igual número de familias llegadas de las laderas vecinas y otros caseríos; el 27 de abril de 1910 por acuerdo 04 se le da a Cañafístula el nivel de inspección de policía; en 1912, la población de Margento se crea como cabecera municipal y las pobladas llamadas Nechí y Caucasia quedan bajo su independencia administrativa.
En 1927, el obispo Monseñor Miguel Ángel Builes y los principales líderes cívicos del pueblo de Cañafístula quieren cambiarle el nombre de Cañafístula por Caucasia, y ese mismo año es aprobado por el concejo de Margento y en mayo de 1927 se eleva a categoría de corregimiento. En 1936 mediante la ordenanza emitida el 22 de mayo de 1936 se traslada la cabecera de Margento a Nechí.
Por la construcción de la nueva carretera troncal de Occidente y la importancia económica de Caucasia se decide en 1942 mediante la ordenanza 05 del 7 de julio de ese año ponerle fin como municipio a Nechí y por último del mismo año, la cabecera municipal para Caucasia. Nechí pasa a ser nuevamente municipio en enero de 1982, segregándolo de Caucasia y El Bagre.

## División Político-Administrativa
La Cabecera municipal se encuentra en la orilla izquierda del río Cauca a pocos kilómetros de los límites departamental de Córdoba - Antioquia. Conformado por 52 barrios y las siguientes veredas: Campo Alegre, Cañafistula, Corrales Negros, Cucharal, El Man, El Tigre, El Toro, Guartinajo, Kilómetro 18, La Pulga, Los Mangos, Las Malvinas.

### Corregimientos
Caucasia tiene bajo su jurisdicción varios centros poblados, que en conjunto con otras veredas, constituye los siguientes corregimientos:
| Corregimiento   | Centros Poblados  | Veredas                                                                             |
| Cacerí          | - Cacerí          | Bella Palmira, La Catalina, Las Parcelas, Quitasol.                                 |
| Cuturú          | - Cuturú          | La Arenosa, La Escuela.                                                             |
| El Pando        | - El Pando        | La Virgen, La Raya, Tigre 1, 2 y 3.                                                 |
| La Ilusión      | - La Ilusión      |                                                                                     |
| Margento        | - Margento        |                                                                                     |
| Palanca         | - Palanca         |                                                                                     |
| Palomar         | - Palomar         | El Brasil, La Corcovada.                                                            |
| Puerto Colombia | - Puerto Colombia | El Almendro, Jagua Arriba, La Caseta, La Gloria, Las Batatas, Las Negras, Veracruz. |
| Puerto Triana   | - Puerto Triana   | El Descanso, La Garrapata, La Jagual, Quebradona Arriba, Quebradona del Medio.      |
| Santa Rosita    |                   | Santa Rosita                                                                        |

## Geografía
El municipio de Caucasia se encuentra localizado al norte del departamento de Antioquia, en la subregión antioqueña del Bajo Cauca su territorio es un plano con pequeñas ondulaciones al norte y al occidente y sur es quebrado. Es uno de los municipios más importantes de la zona debido a su privilegiada ubicación geográfica, cerca de la confluencia de importantes afluentes colombianos como el río Cauca y el río Nechí y el Parque nacional natural Paramillo.
El área rural de Caucasia hace parte al área Andina donde se encuentran alturas de 50 hasta 500 msnm..
La mayor altitud que representa el municipio es el Alto del Olvido a 502 msnm en el corregimiento Pto. Colombia en límites con los municipios de Cáceres y Zaragoza.

### Ubicación
| Noroeste: La Apartada | Norte: La Apartada y Ayapel | Noreste: Ayapel   |
| Oeste: Cáceres        |                             | Este: Nechí       |
| Suroeste Cáceres      | Sur: Zaragoza               | Sureste: El Bagre |

## Transporte
Vías desde Medellín:
- Medellín -Don Matias -Santa Rosa de Osos -Yarumal -Valdivia -Tarazá y Caucasia.
- Medellín -Barbosa -Antioquia -Yolombó -Yalí -Vegachí - Remedios - Segovia -Zaragoza -Caucasia.

Desde Bogotá:
- Bogotá - Honda -La Dorada- Doradal- El Santuario- Marinilla- Guarne- Medellín- Caucasia.

Distancias
La siguiente tabla muestra las distancias entre Caucasia, las localidades y ciudades más importantes de Antioquia y algunas del país.
| Ciudades              | Distancia (km) | Localidades  | Distancia (km) | Capitales    | Distancia (km) |
| --------------------- | -------------- | ------------ | -------------- | ------------ | -------------- |
| Apartadó              | 332 km         | Cáceres      | 40 km          | Medellín     | 270 km         |
| Bello                 | 260 km         | Tarazá       | 48 km          | Bogotá       | 700 km         |
| Barrancabermeja       | 570 km         | Zaragoza     | 70 km          | Cali         | 709 km         |
| Puerto Berrio         | 404 km         | Nechí        | 71 km          | Barranquilla | 450 km         |
| Rionegro              | 317 km         | Segovia      | 150 km         | Bucaramanga  | 606 km         |
| Santa Fe de Antioquia | 326 km         | Arboletes    | 190 km         | Cartagena    | 362 km         |
| Santa Rosa de Osos    | 200 km         | Donmatías    | 226 km         | Sincelejo    | 188 km         |
| Yarumal               | 150 km         | Planeta Rica | 70 km          | Montería     | 135 km         |

Aeropuertos
Caucasia cuenta con el  Aeropuerto Juan H. White, no obstante, a partir del 19 de julio de 2024, su operación fue suspendida por parte de la Aerocivil debido a que no cumplía con normas técnicas para la prestación del servicio.

## Demografía
Población Total: 90 213 hab. (2018)
- Población Urbana: 76 772
- Población Rural: 13 441

Alfabetismo: 83.0% (2005)
- Zona urbana: 85.2%
- Zona rural: 72.1%

### Etnografía
Según las cifras presentadas por el DANE del censo 2005, la composición etnográfica del municipio es:
- Mestizos & Blancos (88,9%)
- Afrocolombianos (10,0%)
- Indígenas (1,1%)

## Clima
La latitud y altitud de la ciudad dan como resultado un clima monzónico. Además de eso el municipio cuenta con dos clases de climas
uno Tropical monzónico (Cálido Húmedo) y Subtropical de Montaña.
La temperatura de Caucasia está determinada por los vientos y precipitaciones térmicas, 27.4 °C en donde está la zona urbana, la cual tiene una temperatura que oscila entre 25 y 32 °C o 89.6F y 77F.Las temperaturas más altas oscilan entre 30 y 32 °C, con máxima absoluta de 36 °C. Y las más bajas oscilan alrededor de 23 °C, con mínima absoluta de 21 °C. El comienzo y final del año son estaciones secas, de resto el clima es variable, lluvioso en algunas épocas de agosto a noviembre. La precipitación media anual es alta: 2500 mm aproximadamente,y no es igual en todo el municipio. Llueve más al sur que al norte.
Por su ubicación, Caucasia es una ciudad de vientos bastante moderados. En pocos momentos la brisa refresca a los habitantes. El régimen de vientos lo determinan los alisios dominantes del nordeste y las masas de aire cálido que suben desde los valles bajos de los ríos Cauca y Nechi, con predominio de movimiento en la zona norte del Valle bajo del Cauca, lo que origina que el viento sople en dirección norte-sur.
Es de advertir que todas estas condiciones varían de acuerdo con los cambios climáticos originados en el océano Pacífico, llamados fenómeno del niño y la niña. Entonces hay más lluvia o más sequía.
| Parámetros climáticos promedio de Caucasia, Antioquia.   | Parámetros climáticos promedio de Caucasia, Antioquia. | Parámetros climáticos promedio de Caucasia, Antioquia. | Parámetros climáticos promedio de Caucasia, Antioquia. | Parámetros climáticos promedio de Caucasia, Antioquia. | Parámetros climáticos promedio de Caucasia, Antioquia. | Parámetros climáticos promedio de Caucasia, Antioquia. | Parámetros climáticos promedio de Caucasia, Antioquia. | Parámetros climáticos promedio de Caucasia, Antioquia. | Parámetros climáticos promedio de Caucasia, Antioquia. | Parámetros climáticos promedio de Caucasia, Antioquia. | Parámetros climáticos promedio de Caucasia, Antioquia. | Parámetros climáticos promedio de Caucasia, Antioquia. | Parámetros climáticos promedio de Caucasia, Antioquia. |
| Mes                                                      | Ene.                                                   | Feb.                                                   | Mar.                                                   | Abr.                                                   | May.                                                   | Jun.                                                   | Jul.                                                   | Ago.                                                   | Sep.                                                   | Oct.                                                   | Nov.                                                   | Dic.                                                   | Anual                                                  |
| -------------------------------------------------------- | ------------------------------------------------------ | ------------------------------------------------------ | ------------------------------------------------------ | ------------------------------------------------------ | ------------------------------------------------------ | ------------------------------------------------------ | ------------------------------------------------------ | ------------------------------------------------------ | ------------------------------------------------------ | ------------------------------------------------------ | ------------------------------------------------------ | ------------------------------------------------------ | ------------------------------------------------------ |
| Temp. máx. abs. (°C)                                     | 37.2                                                   | 38.8                                                   | 38.8                                                   | 39.6                                                   | 38.0                                                   | 37.0                                                   | 39.2                                                   | 38.3                                                   | 37.0                                                   | 36.0                                                   | 36.9                                                   | 39.6                                                   | 39.6                                                   |
| Temp. máx. media (°C)                                    | 33.4                                                   | 34.0                                                   | 34.1                                                   | 33.6                                                   | 32.7                                                   | 32.4                                                   | 32.8                                                   | 32.5                                                   | 32.1                                                   | 32.0                                                   | 32.1                                                   | 32.4                                                   | 32.8                                                   |
| Temp. media (°C)                                         | 27.2                                                   | 27.8                                                   | 28.1                                                   | 28.1                                                   | 27.7                                                   | 27.7                                                   | 27.8                                                   | 27.6                                                   | 27.2                                                   | 27.0                                                   | 27.1                                                   | 27.1                                                   | 27.5                                                   |
| Temp. mín. media (°C)                                    | 22.6                                                   | 22.7                                                   | 23.2                                                   | 23.6                                                   | 23.7                                                   | 23.3                                                   | 22.9                                                   | 22.9                                                   | 22.9                                                   | 23.1                                                   | 23.3                                                   | 22.8                                                   | 23.1                                                   |
| Temp. mín. abs. (°C)                                     | 17.4                                                   | 18.0                                                   | 19.4                                                   | 20.0                                                   | 20.0                                                   | 17.4                                                   | 18.4                                                   | 18.6                                                   | 19.8                                                   | 19.6                                                   | 17.6                                                   | 17.4                                                   | 17.4                                                   |
| Lluvias (mm)                                             | 26                                                     | 34                                                     | 75                                                     | 217                                                    | 289                                                    | 349                                                    | 366                                                    | 341                                                    | 317                                                    | 297                                                    | 217                                                    | 80                                                     | 2608                                                   |
| Días de lluvias (≥ )                                     | 5                                                      | 5                                                      | 6                                                      | 14                                                     | 20                                                     | 20                                                     | 20                                                     | 22                                                     | 21                                                     | 21                                                     | 17                                                     | 8                                                      | 179                                                    |
| Horas de sol                                             | 209                                                    | 177                                                    | 163                                                    | 154                                                    | 163                                                    | 162                                                    | 203                                                    | 186                                                    | 160                                                    | 164                                                    | 162                                                    | 179                                                    | 2082                                                   |
| Humedad relativa (%)                                     | 81                                                     | 78                                                     | 78                                                     | 80                                                     | 83                                                     | 84                                                     | 83                                                     | 83                                                     | 84                                                     | 85                                                     | 85                                                     | 83                                                     | 82.3                                                   |
| Fuente: Parámetros climáticos IDEAM 12 de agosto de 2018 |                                                        |                                                        |                                                        |                                                        |                                                        |                                                        |                                                        |                                                        |                                                        |                                                        |                                                        |                                                        |                                                        |

## Economía
La economía local se mueve alrededor de la ganadería, la pesca, la agricultura y la minería.
Caucasia llegó a ser el mayor productor de oro en Colombia. Actualmente, el distrito ocupa un lugar preponderante en la región del Bajo Cauca de Antioquia, y es el mayor productor de ganado de la subregión. El sector de servicios cobra cada vez más fuerza, convirtiendo a Caucasia en el centro de comercio que hace las veces de surtidor de víveres para una amplia geografía.
La minería de (oro y plata) sigue ocupando a una parte de la población. Igualmente lo hace la tala de árboles para la fabricación de enseres de madera.
El turismo ha tomado mucho auge en los últimos años, y se desarrollan proyectos arquitectónicos de proyección nacional e internacional, como centros comerciales a la altura de los mejores del país.

## Fiestas
- Fiestas patronales: Inmaculada Concepción, el 8 de diciembre.
- Fiestas del Bocachico, en épocas de subienda, meses de enero y febrero.
- Feria Agrícola y Pecuaria, Bovina y Equina, en diciembre.
- Feria artesanal, en los meses de marzo y abril.
- Virgen del Carmen, el 16 de julio.
- Día de la Antioqueñidad, 10 y 11 de agosto.
- Fiestas del Río, en enero.
- Aniversario Municipal, en abril.
- Fiestas del Retorno, en diciembre.
- Desfile anual de año viejos, el 30 y 31 de diciembre
- Festival Regional de la Trova Paisa, 14 y 15 de septiembre
- Corralejas en diciembre

## Eventos
Estos son los principales eventos que se desarrollan a lo largo del año:
Cultura
Mercado Artesanal y Agro empresarial: Evento importante donde se reúnen los grandes artesanos del departamento con sus diferentes muestras se celebra a mediados del mes de noviembre.
Festival del Río: Una de las festividades más importantes de la ciudad, en la que sus habitantes hacen anualmente un reconocimiento a nuestro Río Cauca con competencia de natación y neumáticos. Se celebra en el mes de enero.
 Semana de la Cultura: Una Semana llena de importantes eventos culturales.

## Gastronomía
- Cocina típica paisa.
- Carnes asadas al carbón y la carne de Caimán en el Zooparque Los Caimanes.
- También son famosos los envueltos de maíz de chocolo.
- Sancocho, arepas, el arroz blanco con pez (bocachico).
- Cocina internacional debido al fuerte turismo.

## Sitios de interés

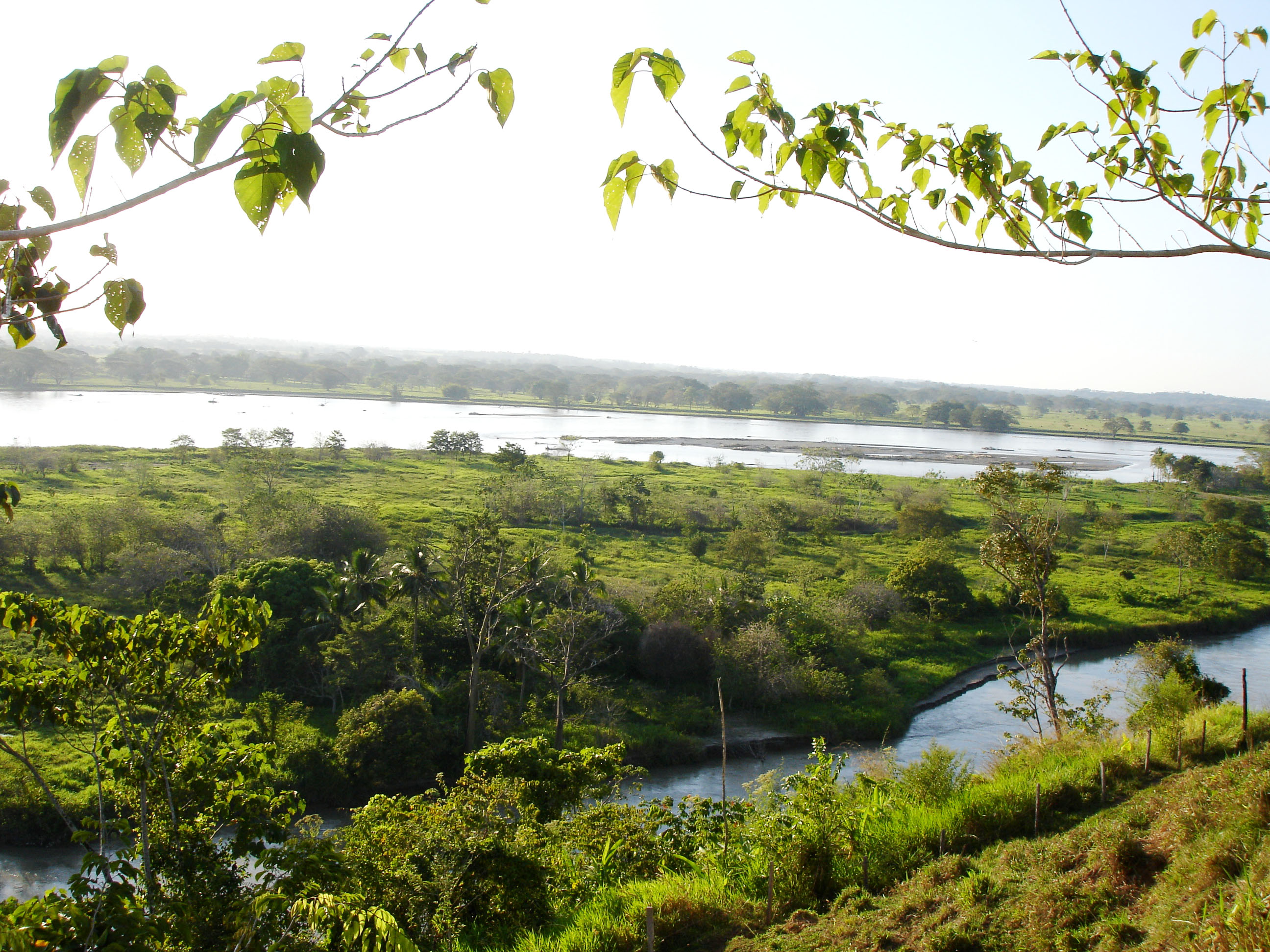
El río Cauca en cercanías al municipio.

- Casa de la cultura Reinaldo González Guevara.
- Templo La Sagrada Familia de Caucasia.Tiene un sagrario en forma de pez que representa la pesca milagrosa.
- Iglesia de la Inmaculada Concepción (Caucasia), de arquitectura colonial.
- Parque de la Madre.
- Parque de Las Ceibas.

 Destinos ecológicos 
- Jardín Hidrobotánico de Caucasia Jorge Ignacio Hernández Camacho.
- Laguna Colombia.
- Ciénagas de Margento.
- Cerro-Mirador Las Agujas.
- Parque Ecológico La Ronda del Silencio.
- Río Cauca.

## Escenarios deportivos
Caucasia tiene los siguientes escenarios deportivos:
- Estadio Orlando Aníbal Monroy: sede del equipo de fútbol de Caucasia.

## Símbolos

### Escudo
El escudo de Caucasia fue diseñado por imaginación del párroco Ernesto Gómez Posada, quien nació en Santa Rosa de Osos el 15 de junio de 1939. Su diseño final fue aprobado por el acuerdo 012 del 21 de abril de 1978. Su forma es acorazonada con un doble arriba (muy similar, en la heráldica al escudo de forma “griega”), y está dividido en cinco campos: el superior, que está dividido en dos, que contiene la cabeza de una res que simboliza la ganadería, y una batea, instrumento para lavado artesanal del oro. El campo siguiente simboliza dos manos unidas que expresan el progreso, el inferior un río con montañas representando las montañas antioqueñas, que alberga un horizonte en el que sale el sol naciente de la libertad, himno del departamento de Antioquia.En el recuadro inferior que se divide en dos un pez y una espiga de arroz que representan el primero a la pesca y el segundo a la agricultura.

### Bandera
La bandera del municipio de Caucasia está conformada por tres fajas horizontales de 80 centímetros de ancho y 3,5 metros de largo. Consta de tres franjas horizontales de igual tamaño cuyos colores son:
- Franja Superior: Verde. Significa la vertibilidad de su suelo.
- Franja Intermedia: Amarilla. Representa la ríqueza aurífera del oro (Bonanza del oro 1972 - 1992).
- Franja Inferior: Verde. Pueblo de esperanza, pujanza y esplendor, es decir, progreso continuo.

### Flor

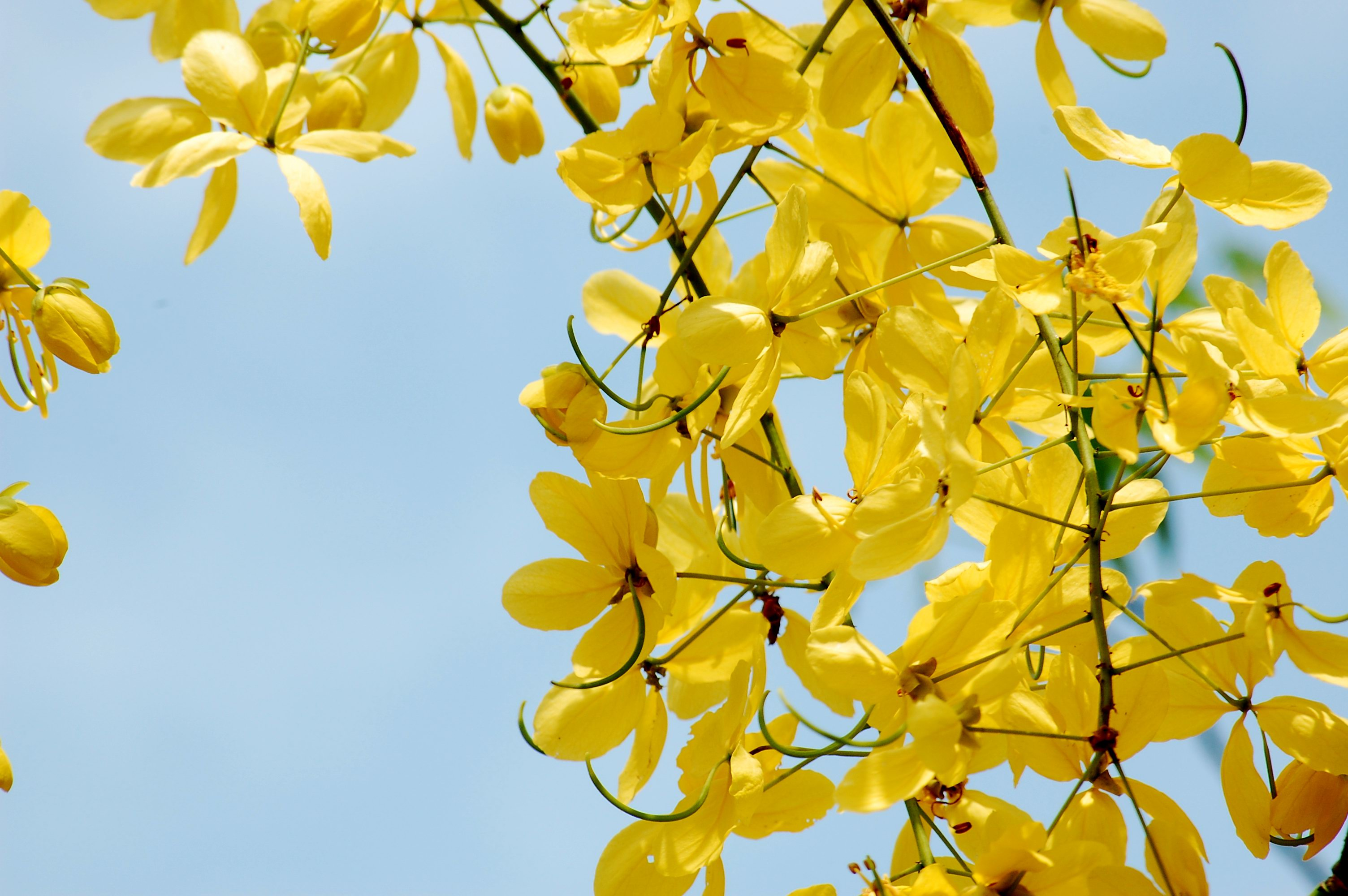
Cassia fistula.

Desde tiempos ancestrales se tiene como flor emblemática de Caucasia "La Cassia" o Cassia fistula flor silvestre, que en otros tiempos ocupó un lugar preferencial en los jardines de las viviendas del municipio y sus avenidas. Sus colores llamativos, más que todo amarillos, le dan una característica muy especial.

### Árbol
El Cañafistulo árbol de 12 a 15 metros de altura.
Sus flores son de color amarillo, en racimos.
El fruto es una vaina larga, cilíndrica, de color pardo o negro, cuyo interior se halla tabicado, y que contiene, además de las semillas, una pulpa negra de sabor dulce.

## Estructura organizacional municipal
| Caucasia     | Caucasia    | Caucasia                   |
| Departamento | Código DANE | Categoría municipal (2023) |
| ------------ | ----------- | -------------------------- |
| Antioquia    | 05154       | Quinta                     |

- Personería: Es un centro del Ministerio Público de Colombia que ejerce, vigila y hace control sobre la gestión de las alcaldías y entes descentralizados; velan por la promoción y protección de los derechos humanos; vigilan el debido proceso, la conservación del medio ambiente, el patrimonio público y la prestación eficiente de los servicios públicos, garantizando a la ciudadanía la defensa de sus derechos e intereses.

El actual Personero municipal es Vacante.
- Concejo Municipal: Es la suprema autoridad política del municipio. En materia administrativa sus atribuciones son de carácter normativo. También le corresponde vigilar y hacer control político a la administración municipal. Se regulan por los reglamentos internos de la corporación en el marco de la Constitución Política Colombiana (artículo 313) y las leyes, en especial la Ley 136 de 1994 y la Ley 1551 de 2012.

Constituido por 15 concejales por un periodo de 4 años.
- Alcaldía Municipal: En esta se encuentra la administración municipal y las entidades descentralizadas del municipio.

El Alcalde se pronuncia mediante decretos y se desempeña como representante legal, judicial y extrajudicial del municipio. El actual Alcalde municipal es Jhoan Montes Cortés (2024-2027), elegido por voto popular.
- JAL.

## Servicios públicos
- Energía Eléctrica: EPM, es la empresa prestadora del servicio de energía eléctrica.
- Gas Natural: Surtigas es la empresa distribuidora y comercializadora de gas natural en el municipio.